# Déterritorialisation
 (avril 2025).
Si vous disposez d'ouvrages ou d'articles de référence ou si vous connaissez des sites web de qualité traitant du thème abordé ici, merci de compléter l'article en donnant les références utiles à sa vérifiabilité et en les liant à la section « Notes et références ».
La déterritorialisation est un concept créé par Gilles Deleuze et Félix Guattari dans L'Anti-Œdipe en 1972 qui décrit tout processus de décontextualisation d'un ensemble de relations qui permet leur actualisation dans d'autres contextes. Par exemple, dans l'Anti-Œdipe, Deleuze et Guattari font l'éloge de Freud pour avoir libéré le psychisme, par un processus de déterritorialisation, au moyen du concept de libido. Ils lui reprochent, en revanche, d'avoir reterritorialisé la libido sur le terrain du drame œdipien.
Dans Mille Plateaux, le terme est repris pour caractériser plus spécifiquement le « corps-sans-organes » dans son développement et les auteurs introduiront alors une distinction entre « déterritorialisation relative » et « déterritorialisation absolue », la première laissant la place à une « reterritorialisation ».
Directement associé à la notion de désir dans la philosophie de Deleuze, ce concept a été utilisé dans d'autres branches des sciences humaines, par exemple en anthropologie ou en géographie humaine.
Devenu également concept de géographie culturelle, il désigne le fait de rompre le lien de territorialité entre une société et un territoire : la déportation des Acadiens, aussi nommée le Grand Dérangement, est un exemple de déterritorialisation.
Le philosophe Fred Poché distingue, pour sa part, la dé-territorialisation corporelle, la dé-territorialisation mentale et la dé-territorialisation numérique.